# Campionati europei di ginnastica artistica femminile 2020
I XXXIII Campionati europei di ginnastica artistica femminile sono stati la 33ª edizione dei Campionati europei di ginnastica artistica, riservata alla categoria femminile. Sono stati disputati dal 17 al 20 dicembre 2020 presso la Mersin Gymnastics Hall di Mersin, in Turchia.
Inizialmente avrebbero dovuto svolgersi dal 30 aprile al 3 maggio a Parigi, ma a causa della pandemia di Covid-19 vennero rinviati a dicembre, prima a Baku e poi definitivamente a Mersin.
Inoltre, la FIG decise di revocare la possibilità di guadagnare un pass olimpico attraverso la competizione, visto il rinvio dei Giochi Olimpici; per questa ragione e per le preoccupazioni concernenti la pandemia, la maggior parte delle nazioni europee decisero di non inviare le proprie delegazioni.

## Programma
| Giorno      | Ora (UTC+1)   | Evento                                                               |
| ----------- | ------------- | -------------------------------------------------------------------- |
| 17 dicembre | 14:45 - 18:25 | Qualificazioni squadre e attrezzi senior                             |
| 18 dicembre | 14:00 - 18:40 | Qualificazioni attrezzi junior e finali squadre e individuale junior |
| 19 dicembre | 15:30 - 17:30 | Finale squadre senior                                                |
| 20 dicembre | 10:00 - 17:45 | Finali attrezzi junior e senior                                      |

## Medagliere
| Pos.   | Paese      | Oro | Argento | Bronzo | Totale |
| ------ | ---------- | --- | ------- | ------ | ------ |
| 1      | Romania    | 8   | 5       | 1      | 14     |
| 2      | Ungheria   | 2   | 2       | 3      | 7      |
| 3      | Ucraina    | 1   | 1       | 4      | 6      |
| 4      | Turchia    | 0   | 1       | 1      | 2      |
| 5      | Bulgaria   | 0   | 1       | 0      | 1      |
| 5      | Croazia    | 0   | 1       | 0      | 1      |
| 7      | Israele    | 0   | 0       | 1      | 1      |
| 7      | Slovacchia | 0   | 0       | 1      | 1      |
| Totale | Totale     | 11  | 11      | 11     | 33     |

## Podi

### Senior[3]
| Evento                            | Oro                                                                                                  | Punti   | Argento                                                                                 | Punti   | Bronzo                                                                             | Punti   |
| Concorso a squadre (dettagli)     | Ucraina Anastasija Bačyns'ka Yelyzaveta Hubareva Anastasija Motak Angelina Radivilova Diana Varinska | 154.663 | Romania Antonia Duță Larisa Iordache Silviana Sfiringu Ioana Stănciulescu Daniela Trică | 154.496 | Ungheria Csenge Bácskay Dorina Böczögő Zsófia Kovács Mirtill Makovits Zója Székely | 151.597 |
| Volteggio (dettagli)              | Zsófia Kovács                                                                                        | 14.050  | Larisa Iordache                                                                         | 13.875  | Anastasija Motak                                                                   | 13.850  |
| Parallele asimmetriche (dettagli) | Zsófia Kovács                                                                                        | 13.850  | Zoja Szekely                                                                            | 13.550  | Barbora Mokosova                                                                   | 13.300  |
| Trave (dettagli)                  | Larisa Iordache                                                                                      | 14.000  | Silviana Sfiringu                                                                       | 13.800  | Anastasija Motak                                                                   | 13.100  |
| Corpo libero (dettagli)           | Larisa Iordache                                                                                      | 13.450  | Göksu Üçtaş Şanlı                                                                       | 13.100  | Lihie Raz                                                                          | 12.750  |

### Junior[4]
| Evento                            | Oro                                                                          | Punti   | Argento                                                                  | Punti   | Bronzo                                                                    | Punti   |
| Concorso a squadre (dettagli)     | Romania Ana Bărbosu Maria Ceplinschi Andreea Preda Iulia Trestianu Ana Turcu | 156.643 | Ucraina Daniela Batrona Viktoriia Ivanenko Yuliia Kasianenko Daria Lyska | 145.995 | Ungheria Kira Balázs Flora Beke Gréta Mayer Nóra Peresztegi Anna Szmirnov | 143.428 |
| Concorso individuale (dettagli)   | Ana Bărbosu                                                                  | 54.599  | Maria Ceplinschi                                                         | 50.499  | Daniela Batrona                                                           | 49.832  |
| Volteggio (dettagli)              | Ana Bărbosu                                                                  | 13.975  | Valentina Georgieva                                                      | 13.800  | Daria Lyska                                                               | 13.350  |
| Parallele asimmetriche (dettagli) | Ana Bărbosu                                                                  | 13.450  | Sara Šulekić                                                             | 12.400  | Derin Tanrıyaşükür                                                        | 12.050  |
| Trave (dettagli)                  | Ana Bărbosu                                                                  | 13.100  | Gréta Mayer                                                              | 13.100  | Andreea Preda                                                             | 12.700  |
| Corpo libero (dettagli)           | Ana Bărbosu                                                                  | 13.250  | Maria Ceplinschi                                                         | 12.900  | Gréta Mayer                                                               | 12.750  |